# Андреева, Елена Леонидовна
Еле́на Леони́довна Андре́ева (род. 9 мая 1969, Ревда, Свердловская область) — советская и российская легкоатлетка, бегунья на короткие дистанции. Выступала за сборную России в первой половине 1990-х годов, чемпионка страны в беге на 400 метров, серебряная призёрка чемпионатов Европы и мира, обладательница серебряной медали Игр доброй воли в Санкт-Петербурге, чемпионка летней Универсиады в Фукуоке, победительница многих стартов областного и всероссийского уровня. На соревнованиях представляла физкультурно-спортивное общество «Динамо» и Свердловскую область, заслуженный мастер спорта.

## Биография
Елена Андреева родилась 9 мая 1969 года в городе Ревда Свердловской области. Активно заниматься лёгкой атлетикой начала с раннего детства, проходила подготовку в местной детско-юношеской школе под руководством Надежды Николаевны Камаловой. Первое время выступала в прыжках в высоту и в беге на 100 метров. В 1987 году получила первый спортивный разряд и поступила в Свердловскую областную школу высшего спортивного мастерства, где стала подопечной заслуженного тренера Леонида Ивановича Кизилова. Присоединилась к физкультурно-спортивному обществу «Динамо» и в 1991 году выполнила норматив мастера спорта СССР.
В 1992 году на первом зимнем чемпионате России по лёгкой атлетике в Волгограде в беге на 400 метров завоевала серебряную медаль, уступив на финише только Вере Сычуговой. Год спустя благодаря череде удачных выступлений вошла в состав российской национальной сборной и удостоилась права защищать честь страны на проходящем в Торонто чемпионате мира в помещении — российские бегуньи Марина Шмонина, Татьяна Алексеева, Елена Андреева и Елена Рузина уверенно победили в этафетной гонке, однако Марина Шмонина провалила допинг-тест, в результате чего вся команда была лишена золотых наград. По итогам сезона Андреева всё же получила звание мастера спорта международного класса.
На чемпионате России 1994 года в Санкт-Петербурге в беге на 400 метров обогнала всех своих соперниц и взяла золотую награду. Позже на чемпионате Европы в Хельсинки была близка к призовым позициям, заняла первое место на предварительном квалификационном этапе, однако в финале финишировала лишь четвёртой, уступив бронзу британке Филис Смит. При этом в программе эстафеты 4 × 400 метров она вместе с Натальей Хрущелёвой, Татьяной Захаровой, Светланой Гончаренко и Еленой Голешевой сумела выиграть серебряную медаль, показав второй результат позади команды из Франции. Также в этом сезоне стала бронзовой призёркой Кубка Европы в Бирмингеме и побывала на Играх доброй воли в Санкт-Петербурге, где стала пятой в личном зачёте и взяла серебро в эстафете.
В 1995 году с чемпионата России в Москве Андреева привезла сразу две медали: бронзовую в личной четырёхсотметровой дисциплине и серебряную в эстафете. В составе эстафетной команды она стала обладательницей Кубка Европы в Лилле, одержала победу на летней Универсиаде в Фукуоке и выигралала серебряную медаль на мировом первенстве в Гётеборге — при этом её партнёршами были Татьяна Чебыкина, Светлана Гончаренко и Юлия Сотникова. В 1996 году удостоилась почётного звания «Заслуженный мастер спорта России».
Впоследствии Елена Андреева больше не одерживала громких побед на международной арене, хотя продолжала регулярно участвовать в соревнованиях областного и всероссийского уровня. В 2001 году стала победительницей состоявшегося в Польше Кубка Европы среди полицейских. В 2002 году в составе эстафетной команды Свердловской области одержала победу на чемпионате России в Чебоксарах. В 2004 году приняла решение завершить карьеру профессиональной спортсменки.
После завершения спортивной карьеры окончила Институт физической культуры Уральского государственного технического университета и затем устроилась работать инструктором тренажёрного зала в санатории-профилактории «Родничок» своего родного города Ревда. С 2011 года занимает должность исполняющего обязанности начальника отдела по физической культуре и спорту Администрации городского округа Ревды.